# Talschaft
Mit Talschaft wird in der Schweiz und im westlichen Österreich die Gesamtheit von Land und Leuten eines Tales bezeichnet.
Im Berner Oberland versteht man unter «Talschaft» spezifisch die Gesamtheit der stimm- und wahlfähigen Bevölkerung eines Tales. Zum Beispiel umfasst die Talschaft Lauterbrunnen die stimm- und wahlfähige Bevölkerung von Lauterbrunnen, Wengen, Mürren, Stechelberg, Gimmelwald und Isenfluh. Sowohl die politische Gemeindeversammlung als auch die Versammlung der Kirchengemeinde der Talschaft findet in ihrem jeweiligen Hauptort statt, hier also in Lauterbrunnen, falls die ganze Talschaft zur gleichen Gemeinde gehört.